# Öcher Schängche

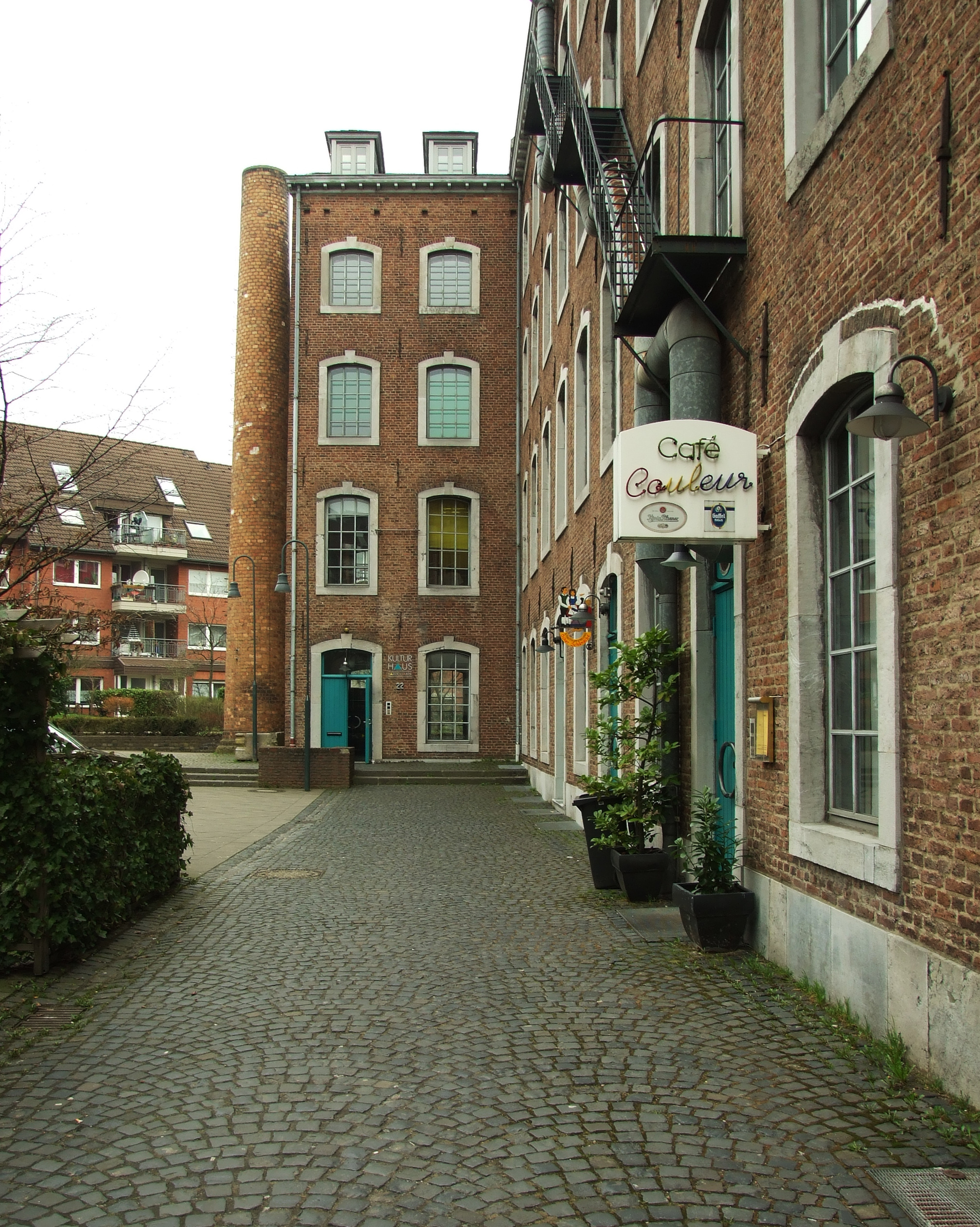
Spielstätte im Kulturzentrum Barockfabrik

Die Aachener Stadtpuppenbühne „Öcher Schängche“ ist ein traditionelles Stockpuppenspiel in Aachen, das 1921 durch den Heimatdichter Will Hermanns (der auch viele Stücke für das Schängchen geschrieben hat), den Bildhauer Alfred Pieper, den Maler Willi Kohl, den Dekorateur Hein Lentzen und den Ingenieur J. Lausberg gegründet wurde. Das Öcher Schängche ist zugleich die Hauptfigur des Spiels. Zum Repertoire gehören neben Märchenadaptionen, Aachener Sagen und anderen Kinderstücken auch Stücke für Erwachsene, darunter Komödien, Kriminalstücke und eine jährlich zu Karneval stattfindende Puppen-Karnevalssitzung („Öcher fiere met et Schängche Fastelovvend“). Als Sprache wird eine Mischung aus dem Aachener Dialekt Oecher Platt und Hochdeutsch verwendet, die aber im Zusammenhang für jeden verständlich ist. Insbesondere bei den Kinderstücken wird darauf geachtet, dass der Anteil der Mundart nicht zu groß ist, so dass die Kinder langsam an den Dialekt herangeführt werden.

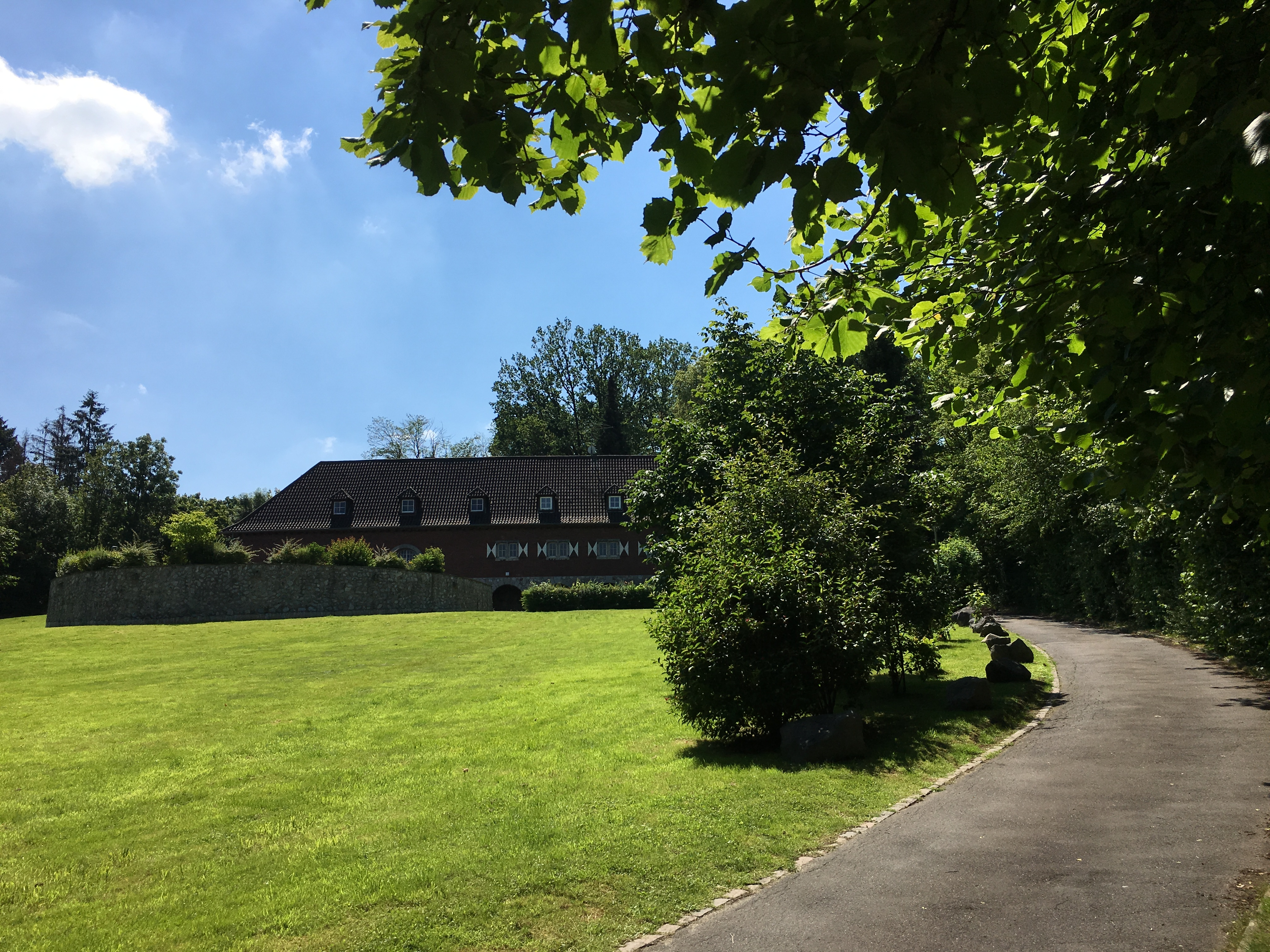
Jugendzentrum Kalverbenden in Aachen-Burtscheid, Heimat der Puppenbühne von 1954 bis 1981 (Aufnahme: 2019)

Nachdem die Bühne in den ersten Jahrzehnten verschiedene Spielstätten hatte (zuletzt im damaligen Jugendzentrum Kalverbenden in Aachen-Burtscheid, wo sie von 1954 bis 1981 beheimatet war), ist sie seit Januar 1982 im Kulturzentrum Barockfabrik, einer ehemaligen Tuchfabrik, ansässig.
Unabhängig von der Förderung des Aachener Dialekts und der Figur des Öcher Schängche veranstaltet der Förderkreis Öcher Schängche e. V. seit 2008 das weltweit erste Aachener Stockpuppen-Kabarett Pech & Schwefel auf Hochdeutsch. Ideen und Texte stammen von dem auch über die Aachener Region hinaus bekannten Kabarettisten Wendelin Haverkamp.
Für seine Verdienste um die Aachener Mundart wurde der Öcher Schängche e. V. 1986 mit dem THOUET Mundartpreis der Stadt Aachen ausgezeichnet.

## Hauptfiguren

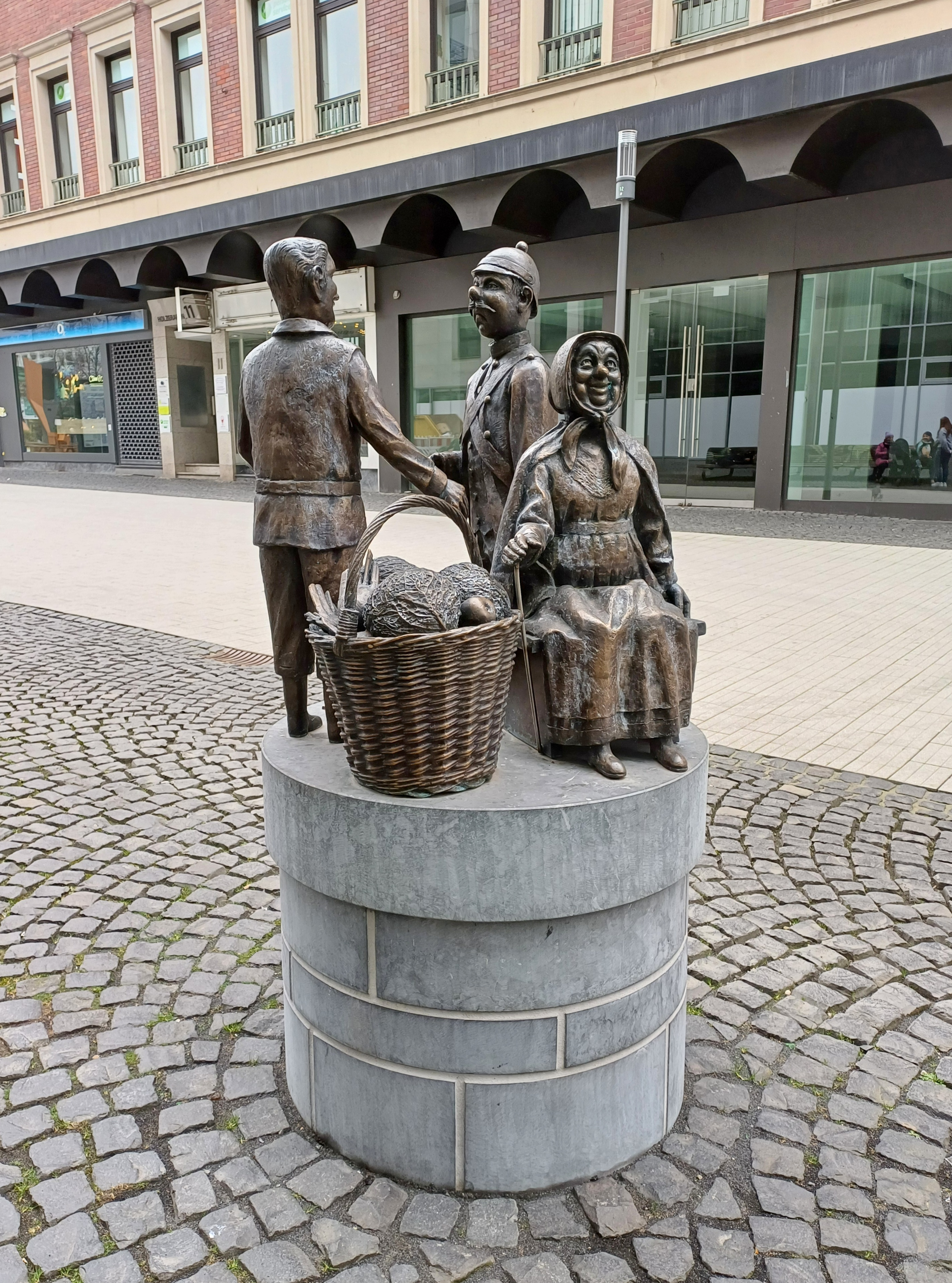
Schängche, Tant Hazzor und Noppeney (Bronzeplastik am Holzgraben, gestaltet von Klaus Gehlen)

Neben der namensgebenden Figur des Schängchens gibt es weitere Figuren, die in den Stücken regelmäßig auftauchen.
- Schängchen: Hauptfigur; ein junger, stets hilfsbereiter Mann, der mit allen Wassern gewaschen ist und dem es immer wieder gelingt, sich mit seiner Bauernschläue auch aus den gefährlichsten Situationen zu retten.
- Nieres: ein guter Freund des Schängchens, der nicht gerne arbeitet und manchmal etwas ängstlich ist.
- Veries: ein weiterer guter Freund des Schängchens, der sich im Gegensatz zu Nieres nicht vor Arbeit drückt.
- Tant Hazzor: Tante des Schängchens und Marktfrau auf dem Aachener Markt, wo sie einen Gemüsestand hat. Sie hat vor nichts und niemandem Angst, ist aber auch für ihr goldenes Herz bekannt.
- Jretchen: Dauerverlobte des Schängchens, die ihm immer mit Rat und Tat zur Seite steht, wenn er Hilfe braucht.
- Noppeney: Polizist auf dem Aachener Markt, der sich über alles und jeden ärgert, ohne wirklich ernst genommen zu werden.
- Eulalia: Haushälterin des Aachener Bürgermeisters, die etwas naiv und schwer von Begriff ist.
- Krippekratz & Pesteluures: zwei Teufel, die immer wieder versuchen, dem Schängchen und den Aachener Bürgern eins auszuwischen, die aber regelmäßig mit ihren Plänen scheitern.

## Stücke des Öcher Schängche

### Kinderstücke (Auswahl)
- Der Teufel in Aachen (von Will Hermanns – Die Aachener Dombausage, die zu Beginn jeder Spielzeit als erstes Stück gespielt wird)
- Der Glockenguss zu Aachen (von Will Hermanns)
- Die Wunderäpfel (von Will Hermanns)
- De Düvelskess / Die verhexten Printen  (von Will Hermanns)
- Die goldene Gans (von Will Hermanns)
- Der Froschkönig (von Will Hermanns)
- Schängchen und der Flaschengeist (von Will Hermanns)
- Der Schatz in der Frankenburg (von Wilhelm Dithmar, für die Puppenbühne bearbeitet von Willy Schleiden)
- Unodoz, der kleine Drache (von Karin Fiseni, bearbeitet von Paul Drießen)
- König Drosselbart
- Der große Zauberer Kamuff
- Die Wurmhexen
- Der goldene Baum
- Aschenbrödel
- Die Wundergeige
- Kobold vom Lavenstein
- Kalif Storch
- Schängchen in Not
- Der verhexte Schlitten
- Der Neuntöter
- Dornröschen
- Klöppelezupp
- Prinzessin Tausendschön
- Rumpelstilzchen
- De Knusperhex
- Der Geist im Dom
- Kobold Blitzebutz (von Wilhelm Dithmar)
- Schängche als fahrender Musikant / Der Geist vom Lousberg
- Die abenteuerliche Flucht der Printe Marianne

### Erwachsenenstücke (Auswahl)
- De Fraulü vajjene Maat (von Hein Janssen, bearbeitet von Paul Drießen)
- Wat es laus beij Pirlapong (frei nach Arsen und Spitzenhäubchen, bearbeitet von Otto Trebels)
- Doktor Fausts Höllenfahrt (von Will Hermanns)
- De Prente än dr jrueße Stadtbrank va 1656
- Et leddelich Klieblatt
- Der Bettelstudent
- Der versiegelte Bürgermeister
- Schängchen und die Brillenschlange Sandra
- Sandra und ihr ausgedachter Aaron
- Die Wurmhexen